# Колодинская, Ванесса Валерьевна
Ванесса Валерьевна Колодинская (род. 27 декабря 1992, Бобруйск, Могилёвская область) — белорусская спортсменка (вольная борьба), двукратная чемпионка мира, трёхкратная чемпионка Европы, участница летних Олимпийских игр 2012 года в Лондоне, бронзовый призёр Олимпийских игр в Токио.

## Биография
В детстве занималась гимнастикой. Кандидат в мастера спорта Белоруссии по художественной гимнастике. Родители — тренеры по гимнастике.
В четвертьфинале олимпийского турнира проиграла канадской спортсменке Кэрол Хвин и завершила выступление. На чемпионате мира 2012 года в финале победила японку Эри Тосаку.
В сентябре 2013 года родила ребёнка. Через полтора года после возвращения в спорт у Колодинской диагностировали гормональное заболевание. В связи с этим Ванессе пришлось пропустить летние Олимпийские игры 2016 года.
На чемпионате Европы 2017 года в финале победила россиянку Наталью Малышеву, а на чемпионате мира в финальном раунде победила японку Маю Мукаиду. По итогам года была признана лучшей спортсменкой года в женской борьбе по версии UWW.
На чемпионате Европы 2018 года в Каспийске уступила в финале россиянке Стальвире Оршуш и завоевала серебряную медаль.
В феврале 2020 года на чемпионате континента в итальянской столице, в весовой категории до 53 кг Ванесса в схватке за чемпионский титул победила спортсменку из Нидерландов Ессику Бласку и завоевала золотую медаль европейского первенства. В марте 2021 года стало известно, что Колодинская представит Белоруссию на летних Олимпийских играх 2020 года. В Токио Ванесса завоевала бронзовую медаль, одержав победу в поединке за 3-е место против американки Джакарры Винчестер.

## Награды
- Специальная премия Президента Республики Беларусь «Белорусский спортивный Олимп» (19 декабря 2023 года) — за значительный вклад в развитие физической культуры и спорта и активную деятельность по их популяризации, за развитие физкультурно-спортивных традиций, которые содействуют формированию гармоничной личности[13].